# OUR SONG and all of you (ライヴ・アット・武道館)
『OUR SONG and all of you』（アワソング・オール・オブ・ユー）は、1978年12月16日に劇場公開された、原田真二 の音楽ドキュメンタリー映画である。
『OUR SONG and all of you (ライヴ・アット・武道館)』として、2005年3月25日にDVDビデオソフトで初商品化された。

## 映画
デビューしてまだ9か月（映像の中のコンサートMCでは10か月と発言）の1978年7月24日、デビュー1年目かつ10代で史上初めて武道館単独公演に臨んだ "SHINJI HOT SUMMER OVER IN BUDOHKAN" コンサートを中心に、直前の "つま恋" での合宿風景や舞台裏映像等を収録した映画である。監督はキャロルの解散コンサートや、近年では地球交響曲〈ガイアシンフォニー〉シリーズで知られる龍村仁。

## DVD
- 帯コピー：原点にして頂点！ポップ・ミュージシャン原田真二の魅力溢れるライヴ映画
- 1978年12月に公開された原田真二のライヴ映画「OUR SONG and all of you」が、26年の歳月を経て、DVDビデオソフトで初商品化された。
- 特典映像としてフォトギャラリー & DVD発売時（2005年）の原田真二に、監督龍村仁を交えたインタビュー映像（20分）。竹部吉晃（オリコン）と渡邊文武（PTA/tokiola music）による解説書付。

### 撮影時の状況
音楽で一貫した伝えたいテーマ、メッセージを持っていたことから、脱アイドルを望み、事務所も移籍。この武道館ライヴは、心機一転、本当の意味での自作自演アーティストを目指した第一歩のイベントであった。

### バンドメンバー
原田真二 （ギブソン・レスポール／フェンダー・ローズ・ピアノ／ヤマハ・アコースティック・ピアノ／アルバレス・アコースティック・ギター）
山田秀俊 （キー・ボード）／青山徹 （リード・ギター）／関雅夫 （ベース・ギター）／古田たかし （ドラムス&パーカッション）／Robert Peter Brill （ドラムス）

## 収録曲
1. CURTAIN RISE
2. てぃーんず ぶるーす
3. ANGEL FISH
4. 風をつかまえて
5. タイム･トラベル
6. OUR SONG
7. ジョイ
8. 黙示録（The Revelation）
9. シャドーボクサー
10. SPORTS
11. WAKE UP
12. HIGHWAY 909
13. WISE WAY

## 関連作品
1996年 Shinji Harada at Budokan '78〜Time Travel〜